# 哈特爾卡河
哈特爾卡河是俄羅斯的河流，由楚科奇自治區負責管轄，河道全長367公里，流域面積13,400平方公里，河水主要來自雨水和融雪，最終注入鄂霍次克海，是鮭魚的產卵地。